# Alansmia stella
Alansmia stella là một loài dương xỉ trong họ Polypodiaceae. Loài này được Copel. Moguel & M. Kessler mô tả khoa học đầu tiên năm 2011.